# Reiji Hiramatsu
Pour les articles homonymes, voir Reiji.
Reiji Hiramatsu (平松 礼二, Hiramatsu Reiji) est un peintre japonais nihonga. Il est né en 1941 à Tokyo puis grandit à Nagoya. Il se destine tôt à être peintre selon la technique du nihonga mais selon la volonté de ses parents, fait d'abord des études de droit et d'économie à l'université d'Aichi.
Il commence sa carrière d'artiste après ses études. Il est aujourd'hui considéré comme un des plus grands peintres japonais de nihonga.
En 1994, il visite en France le musée de l'Orangerie et Giverny. Il est dès lors fasciné par Claude Monet et ses inspirations japonisantes. Il consacre alors une part importante de son œuvre à des réinterprétations des Nymphéas de Monet. Une exposition lui est consacrée en 2013 au Musée des Impressionnismes Giverny.